# UEFA Europa League 2015-2016 (qualificazioni)
Questa voce raccoglie un approfondimento sulle gare dei turni preliminari dell'edizione 2015-2016 della UEFA Europa League.

## Date
| Fase           | Turno    | Sorteggio             | Andata         | Ritorno        |
| -------------- | -------- | --------------------- | -------------- | -------------- |
| Qualificazioni | 1º turno | 22 giugno 2015 (Nyon) | 2 luglio 2015  | 9 luglio 2015  |
| Qualificazioni | 2º turno | 22 giugno 2015 (Nyon) | 16 luglio 2015 | 23 luglio 2015 |
| Qualificazioni | 3º turno | 17 luglio 2015 (Nyon) | 30 luglio 2015 | 6 agosto 2015  |

## Primo turno

### Squadre
-   West Ham Utd CC: 16,078
-   Sheriff Tiraspol CC: 14,500
-   Rosenborg CC: 11,875
-   Elfsborg CC: 11,545
-   Hajduk Spalato CC: 11,200
-   Apollōn Limassol CC: 10,460
-   Omonia CC: 10,460
-   Slovan Bratislava CC: 9,250
-   AIK CC: 9,045
-   Neftçi Baku CC: 9,000
-   Śląsk Breslavia CC: 8,800
-   Žilina CC: 8,750
-   Aqtöbe CC: 8,575
-   Go Ahead Eagles CC: 8,195
-   Stella Rossa CC: 7,775
-   Debrecen CC: 7,700
-   Brøndby CC: 7,460
-   Šachcër Salihorsk CC: 7,150
-   Dinamo Tbilisi CC: 6,875
-   Liteks Loveč CC: 6,850
-   Vojvodina CC: 6,275
-   Spartak Trnava CC: 6,250
-   FH Hafnarfjörður CC: 6,100
-   St. Johnstone CC: 6,080
-   Željezničar CC: 6,000
-   Randers CC: 5,960
-   Strømsgodset CC: 5,875
-   KR Reykjavík CC: 5,600
-   Jagiellonia CC: 5,550
-   Botoșani CC: 5,259
-   Lokomotiva Zagabria CC: 5,200
-   Shamrock Rovers CC: 5,150
-   F91 Dudelange CC: 5,025
-   İnter Baku CC: 5,000
-   Linfield CC: 4,975
-   Beroe CC: 4,850
-   Valletta CC: 4,841
-   Differdange 03 CC: 4,775
-   Rabotnički CC: 4,675
-   Tarpeda-BelAZ CC: 4,650
-   Aberdeen CC: 4,580
-   Dacia Chișinău CC: 4,500
-   Koper CC: 4,475
-   St Patrick's CC: 4,400
-   Beitar Gerusalemme CC: 4,200
-   Zrinjski Mostar CC: 4,000
-   HB Tórshavn CC: 3,950
-   Budućnost CC: 3,875
-   Birkirkara CC: 3,591
-   Domžale CC: 3,475
-   Vaduz CC: 3,450

-   Čukarički CC: 3,275
-   Celje CC: 3,225
-   Ferencváros CC: 3,200
-   Kalju Nõmme CC: 3,200
-   Flora Tallinn CC: 3,200
-   Sutjeska CC: 3,125
-   Skonto CC: 3,100
-   Víkingur Gøta CC: 2,925
-   Renova CC: 2,925
-   Odd CC: 2,875
-   Kukësi CC: 2,825
-   Qəbələ CC: 2,750
-   Škendija CC: 2,675
-   Qairat CC: 2,575
-   Ordabasy CC: 2,575
-   MTK Budapest CC: 2,450
-   Širak CC: 2,300
-   Mladost Podgorica CC: 2,125
-   Laçi CC: 2,075
-   Ulisses CC: 2,050
-   Saxan CC: 2,000
-   Glentoran CC: 1,975
-   VPS CC: 1,890
-   Dinamo Batumi CC: 1,875
-   Tskhinvali CC: 1,875
-   Kalev Sillamäe CC: 1,700
-   Lusitans CC: 1,666
-   SJK CC: 1,640
-   Lahti CC: 1,640
-   Víkingur CC: 1,600
-   Jelgava CC: 1,600
-   Olimpik Sarajevo CC: 1,500
-   NSÍ Runavík CC: 1,450
-   Sant Julià CC: 1,416
-   Atlantas CC: 1,400
-   Glenavon CC: 1,225
-   UCD CC: 1,150
-   Cork City CC: 1,150
-   Kruoja CC: 1,150
-   La Fiorita CC: 1,099
-   Airbus UK Broughton CC: 1,075
-   Partizani Tirana CC: 1,075
-   Progrès Niedercorn CC: 1,025
-   Trakai CC: 0,900
-   Spartaks Jūrmala CC: 0,850
-   Balzan CC: 0,841
-   Bala Town CC: 0,825
-   Juvenes/Dogana CC: 0,599
-   Newtown CC: 0,575
-   Alaškert CC: 0,550
-   Europa FC CC: 0,300

### Sorteggio
| Gruppo 1                                                              | Gruppo 1                                                   | Gruppo 2                                                                | Gruppo 2                                                          | Gruppo 3                                                  | Gruppo 3                                                            | Gruppo 4                                                | Gruppo 4                                             |
| Teste di serie                                                        | Non teste di serie                                         | Teste di serie                                                          | Non teste di serie                                                | Teste di serie                                            | Non teste di serie                                                  | Teste di serie                                          | Non teste di serie                                   |
| --------------------------------------------------------------------- | ---------------------------------------------------------- | ----------------------------------------------------------------------- | ----------------------------------------------------------------- | --------------------------------------------------------- | ------------------------------------------------------------------- | ------------------------------------------------------- | ---------------------------------------------------- |
| Liteks Loveč Sheriff Tiraspol Torpedo Zhodino St. Johnstone Koper     | Jelgava Odd Vikingur Alaškert Kukësi                       | Spartak Trnava West Ham Dinamo Tbilisi Valletta Dacia Chisinau          | Qəbələ Renova Lusitans Olimpic Sarajevo Bala Town                 | Rosenborg Differdange 03 Aberdeen FH Shakhtyor Soligorsk  | Shkëndija Víkingur SJK Newtown Glenavon                             | Linfield Elfsborg Brøndby St Patrick's Vojvodina        | Skonto MTK Budapest Lahti NSÍ Runavík Juvenes/Dogana |
| Gruppo 5                                                              | Gruppo 5                                                   | Gruppo 6                                                                | Gruppo 6                                                          | Gruppo 7                                                  | Gruppo 7                                                            | Gruppo 8                                                | Gruppo 8                                             |
| Teste di serie                                                        | Non teste di serie                                         | Teste di serie                                                          | Non teste di serie                                                | Teste di serie                                            | Non teste di serie                                                  | Teste di serie                                          | Non teste di serie                                   |
| Željezničar Hajduk Split Debrecen Černo More Varna Beitar Gerusalemme | Sillamäe Kalev Atlantas Balzan Ordabası Sutjeska Nikšić    | Budućnost Podgorica Apollōn Limassol Stella Rossa Randers Rabotnički    | Qayrat Sant Julià Saxan Flora Tallinn Spartaks                    | Omonia Aqtöbe Jagiellonia Shamrock Rovers Zrinjski Mostar | Nõmme Kalju Širak Dinamo Batumi Kruoja Pakruojis Progrès Niedercorn | Inter Baku AIK Go Ahead Eagles HB Tórshavn KR Reykjavik | Laçi Ferencváros VPS Trakai Cork City                |
| Gruppo 9                                                              | Gruppo 9                                                   | Gruppo 10                                                               | Gruppo 10                                                         |                                                           |                                                                     |                                                         |                                                      |
| Teste di serie                                                        | Non teste di serie                                         | Teste di serie                                                          | Non teste di serie                                                |                                                           |                                                                     |                                                         |                                                      |
| Neftçi Baku Domžale Strømsgodset F91 Dudelange Žilina                 | Čukarički UCD Mladost Podgorica Glentoran Partizani Tirana | Birkirkara Vaduz Śląsk Wrocław Botoșani Slovan Bratislava Lok. Zagabria | Airbus UK Broughton Europa FC Ulisses La Fiorita Celje Tskhinvali |                                                           |                                                                     |                                                         |                                                      |

### Risultati

#### Andata
| Arbitro: | Dennis Antamo |

|  |           |                      |
|  | Marcatori | 4’ (rig.), 13’ Bajić |

| Differdange 30 giugno 2015, ore 19:00 CET | Progrès Niedercorn | 0 – 0 referto | Shamrock Rovers | Stade Municipal de Differdange\| Arbitro: \| Zaven Hovhannisyan \| |
| Arbitro:                                  | Zaven Hovhannisyan |               |                 |                                                                    |

| Arbitro: | Eiko Saar |

|  |           |           |
|  | Marcatori | 12’ Roșca |

| Şımkent 2 luglio 2015, ore 14:00 CET | Ordabasy        | 0 – 0 referto | Beitar Gerusalemme | Stadio Qajımuqan Muñaýtpasov\| Arbitro: \| Dumitri Muntean \| |
| Arbitro:                             | Dumitri Muntean |               |                    |                                                               |

| Arbitro: | Charalambos Kalogeropoulos |

|                   |           |  |
| Bougouhi 18’, 67’ | Marcatori |  |

| Arbitro: | Jakob Kehlet |

|              |           |  |
| Manasyan 59’ | Marcatori |  |

| Arbitro: | João Capela |

|  |           |                 |
|  | Marcatori | 90+4’ Swiderski |

| Arbitro: | Carlos Del Cerro |

|          |           |                 |
| Meto 20’ | Marcatori | 47’ Kvekveskiri |

| Arbitro: | Yuriy Mozharovskyy |

|  |           |           |
|  | Marcatori | 72’ Purje |

| Arbitro: | Vilhjalmur Thorarinsson |

|  |           |                       |
|  | Marcatori | 60’ Delev 84’ Božilov |

| Arbitro: | Mitja Žganec |

|              |           |  |
| Gabedava 40’ | Marcatori |  |

| Arbitro: | Roi Reinshreiber |

|                               |           |                 |
| Jighauri 65’ Papunashvili 84’ | Marcatori | 74’ C. Hüseynov |

| Arbitro: | Mohammed Al-Hakim |

|            |           |  |
| Gussev 59’ | Marcatori |  |

| Arbitro: | Tiago Martins |

|                |           |             |
| Malašenoks 83’ | Marcatori | 50’ Božikov |

| Arbitro: | Sascha Amhof |

|                      |           |  |
| Carioca 9’ Pejić 54’ | Marcatori |  |

| Arbitro: | Nikola Dabanović |

|                                 |           |                        |
| Lagerblom 25’ Matheus Alves 61’ | Marcatori | 15’ Rohdén 59’ Prodell |

| Arbitro: | Ali Palabıyık |

|                                   |           |                          |
| K. Gurbanov 36’ A. Abdullayev 55’ | Marcatori | 34’ Lagator 87’ Mirković |

| Arbitro: | Daniel Stefański |

|            |           |               |
| Pandža 14’ | Marcatori | 70’ Halilović |

| Arbitro: | Tim Marshall |

|  |           |             |
|  | Marcatori | 22’ Borring |

| Arbitro: | Tihomir Pejin |

|  |           |            |
|  | Marcatori | 56’ Lennon |

| Arbitro: | Fran Jović |

|                               |           |            |
| Karašausks 38’ Gutkovskis 65’ | Marcatori | 21’ Greene |

| Arbitro: | Marius Avram |

|                            |           |                        |
| Ćatović 45+3’ Seabrook 65’ | Marcatori | 70’, 83’ (rig.) Bahoui |

| Arbitro: | Raymond Crangle |

|                                    |           |  |
| Mihelič 16’ Brković 71’ Sidibé 74’ | Marcatori |  |

| Arbitro: | Juan Martínez Munuera |

|           |           |                  |
| Silič 40’ | Marcatori | 6’ (rig.) Caktaš |

| Arbitro: | Lorenc Jemini |

|               |           |               |
| Ivanovici 21’ | Marcatori | 46’ Kacharava |

| Arbitro: | Adrian Azzopardi |

|                                                                                          |           |  |
| Elmander 6’, 16’ Da Silva 14’ Pukki 22’ Holst 23’ Larsson 35’ Rashani 56’, 88’ Corlu 66’ | Marcatori |  |

| Arbitro: | Milan Ilić |

|                                 |           |              |
| Er Rafik 4’ Caron 7’ Sinani 26’ | Marcatori | 38’ Sheridan |

| Arbitro: | Denis Izmailov |

|  |           |                             |
|  | Marcatori | 33’ João Pedro 89’ Papoulis |

| Arbitro: | Tsvetan Krastev |

|  |           |                                         |
|  | Marcatori | 2’ Akabueze 11’ Frode Johnsen 28’ Hagen |

| Arbitro: | Paul Mclaughlin |

|                                  |           |            |
| L. Vilsvik 21’, 72’ Ogunjimi 66’ | Marcatori | 68’ Fazliu |

| Arbitro: | Lasha Silagava |

|                                       |           |  |
| Byčanok 20’ Arshakyan 61’ Solomin 86’ | Marcatori |  |

| Arbitro: | Ola Hobber Nilsen |

|  |           |                                                              |
|  | Marcatori | 5’, 26’, 31’ Mészáros 33’ Simović 41’ Štefánik 90+3’ Priskin |

| Arbitro: | Thoroddur Hjaltalin |

|           |           |                                |
| Riley 28’ | Marcatori | 48’ Šovšić 61’ Marić 68’ Kolar |

| Arbitro: | Enea Jorgji |

|  |           |          |
|  | Marcatori | 32’ Pich |

| Arbitro: | Bart Vertenten |

|  |           |                  |
|  | Marcatori | 43’ (rig.) Matić |

| Arbitro: | Craig Pawson |

|               |           |         |
| Vriends 45+2’ | Marcatori | 3’ Gera |

| Arbitro: | Bryn Markham-Jones |

|  |           |                      |
|  | Marcatori | 82’, 90+2’ Søderlund |

| Arbitro: | Vladimir Vnuk |

|                            |           |                 |
| Boundford 40’ Oswell 90+1’ | Marcatori | 73’ Jhonnattann |

| Arbitro: | Oleksandr Derdo |

|             |           |                                        |
| Raičević 6’ | Marcatori | 22’, 74’ (rig.) Bulvitis 42’ Mickevičs |

| Arbitro: | Irfan Peljto |

|  |           |                                                            |
|  | Marcatori | 5’ Schürpf 26’ Sutter 42’ Pergl 79’ Abegglen 90+2’ Ciccone |

| Budapest 2 luglio 2015, ore 20:30 CET | MTK Budapest | 0 – 0 referto | Vojvodina | Ferenc Szusza Stadion\| Arbitro: \| Paolo Valeri \| |
| Arbitro:                              | Paolo Valeri |               |           |                                                     |

| Paola 2 luglio 2015, ore 20:45 CET | Birkirkara | 0 – 0 referto | Ulisses | Hibernians Stadium\| Arbitro: \| Erez Papir \| |
| Arbitro:                           | Erez Papir |               |         |                                                |

| Arbitro: | Mads-Kristoffer Kristoffersen |

|             |           |                 |
| Bennett 19’ | Marcatori | 28’ O. Hauksson |

| Arbitro: | Dag Vidar Hafsås |

|            |           |                             |
| Patton 86’ | Marcatori | 2’ Afanas'eŭ 30’ Komarovski |

| Arbitro: | Petr Ardeleanu |

|                          |           |  |
| Waterworth 57’ Bates 73’ | Marcatori |  |

| Arbitro: | Bartosz Frankowski |

|  |           |                         |
|  | Marcatori | 45’ Gohou 64’ Kuantayev |

| Arbitro: | Petur Reinert |

|            |           |  |
| Swan 45+1’ | Marcatori |  |

| Arbitro: | Vadims Direktorenko |

|                              |           |  |
| Sakho 40’, 45+2’ Tomkins 58’ | Marcatori |  |

| Arbitro: | Jari Järvinen |

|               |           |                                           |
| McMenamin 66’ | Marcatori | 13’ Jelić 20’ Paur 59’ Čmelík 81’ Mabouka |

| Arbitro: | Tolga Özkalfa |

|              |           |            |
| Kirovski 84’ | Marcatori | 79’ McGinn |

| Arbitro: | Andrew Dallas |

|  |           |           |
|  | Marcatori | 77’ Pučko |

#### Ritorno
| Arbitro: | Dominik Ouschan |

|                             |           |  |
| Webster 21’ Waters 41’, 57’ | Marcatori |  |

| Arbitro: | Barış Şimşek |

|                        |           |                      |
| Islamkhan 29’ Kuat 47’ | Marcatori | 85’ (rig.) Savićević |

| Arbitro: | Denis Scherbakov |

|                                                |           |           |
| Cociuc 9’ V. Jardan 55’ Pavlov 60’ Lozoviy 88’ | Marcatori | 32’ Emini |

| Arbitro: | Erik Lambrechts |

|                              |           |  |
| Fukui 53’ Božović 81’ (rig.) | Marcatori |  |

| Arbitro: | Rahim Hasanov |

|                         |           |          |
| Pedro 43’ Nakache 45+3’ | Marcatori | 17’ Swan |

| Arbitro: | Sandro Schärer |

|                                                                     |           |  |
| Svensson 11’ Claesson 21’ (rig.) Rohdén 33’ Prodell 70’ Nilsson 81’ | Marcatori |  |

| Baku 9 luglio 2015, ore 18:00 CET | İnter Baku      | 0 – 0 referto | Laçi | Stadio Shafa\| Arbitro: \| Alexandr Aliyev \| |
| Arbitro:                          | Alexandr Aliyev |               |      |                                               |

| Tallinn 9 luglio 2015, ore 18:00 CET | Kalju Nõmme   | 0 – 0 referto | Aqtöbe | A. Le Coq Arena\| Arbitro: \| Danilo Grujić \| |
| Arbitro:                             | Danilo Grujić |               |        |                                                |

| Arbitro: | Fabio Verissimo |

|                         |           |  |
| Goulon 56’ Schembri 61’ | Marcatori |  |

| Arbitro: | Amaury Delerue |

|                          |           |  |
| Zenjov 88’ Antonov 90+3’ | Marcatori |  |

| Arbitro: | Nikolai Yordanov |

|                      |           |                         |
| Kilasonia 65’ (rig.) | Marcatori | 6’, 59’ Roman 68’ Batin |

| Jelgava 9 luglio 2015, ore 18:00 CET | Spartaks Jūrmala | 0 – 0 referto | Budućnost | Zemgale Olympic Centre\| Arbitro: \| Peter Kralović \| |
| Arbitro:                             | Peter Kralović   |               |           |                                                        |

| Žodzina 9 luglio 2015, ore 18:00 CET | Tarpeda Žodzina | 0 – 0 referto | Kukësi | Stadio Torpedo\| Arbitro: \| Sergiu Derenov \| |
| Arbitro:                             | Sergiu Derenov  |               |        |                                                |

| Arbitro: | Nicolas Laforge |

|             |           |                                            |
| Morozov 71’ | Marcatori | 21’ Miccoli 44’ Mazzetti 80’ (rig.) Fenech |

| Arbitro: | Aleksandr Gauzer |

|                                       |           |  |
| Yurevich 8’ Yanush 66’ Komarovski 87’ | Marcatori |  |

| Arbitro: | Gunnar Jarl Jónsson |

|                                       |           |  |
| Goitom 14’, 59’ Bangura 54’ Ofori 85’ | Marcatori |  |

| Arbitro: | Srdjan Jovanović |

|                            |           |  |
| Stojanović 2’ Papoulis 61’ | Marcatori |  |

| Arbitro: | Radek Příhoda |

|                      |           |            |
| Atzily 17’ Gabay 60’ | Marcatori | 66’ Petrov |

| Arbitro: | Orkhan Mammadov |

|                    |           |                |
| Delev 7’, 45’, 67’ | Marcatori | 65’ Vėževičius |

| Arbitro: | Stavros Tritsonis |

|                                                                |           |                |
| Balić 15’ Caktaš 45+1’ Ohandza 56’, 63’ Vlašić 72’ Maglica 88’ | Marcatori | 36’, 41’ Russo |

| Skien 9 luglio 2015, ore 19:00 CET | Odd              | 0 – 0 referto | Sheriff Tiraspol | Skagerak Arena\| Arbitro: \| Dejan Jakimovski \| |
| Arbitro:                           | Dejan Jakimovski |               |                  |                                                  |

| Trondheim 9 luglio 2015, ore 19:00 CET | Rosenborg      | 0 – 0 referto | Víkingur Gøta | Lerkendal Stadion\| Arbitro: \| Sergejus Slyva \| |
| Arbitro:                               | Sergejus Slyva |               |               |                                                   |

| Arbitro: | Alexandru Tean |

|                                           |           |  |
| Gorosito 21’ Zreľák 35’ Vittek 67’ (rig.) | Marcatori |  |

| Arbitro: | Georgi Vadachkoria |

|                                   |           |  |
| Amini 42’ Babayan 72’ Ishak 90+3’ | Marcatori |  |

| Arbitro: | Manuel Schuettengruber |

|                       |           |                         |
| Fiolić 65’ Šovšić 73’ | Marcatori | 46’ Budrys 75’ A. Jones |

| Arbitro: | Anders Poulsen |

|  |           |         |
|  | Marcatori | 21’ Lee |

| Arbitro: | Bardhyl Pashaj |

|                     |           |  |
| Jelić 44’, 55’, 66’ | Marcatori |  |

| Arbitro: | Zbynek Proske |

|                                    |           |                |
| Mešanović 80’ (rig.) Filipović 85’ | Marcatori | 90+6’ Bougouhi |

| Arbitro: | Edin Jakupovic |

|                  |           |                    |
| Johnsen 25’, 56’ | Marcatori | 11’ Ošs 60’ Diallo |

| Arbitro: | Suren Baliyan |

|                                                    |           |             |
| Kamber 25’, 33’ Schürpf 41’ Muntwiler 71’ Lang 84’ | Marcatori | 74’ Tommasi |

| Arbitro: | Jens Maae |

|                          |           |                |
| Murtagh 49’ Sheridan 83’ | Marcatori | 90+5’ Er Rafik |

| Arbitro: | Jovan Kaludjerović |

|                                                       |           |                                                |
| K. Olsen 17’ P. Justinussen 19’, 85’ J. Joensen 45+1’ | Marcatori | 13’ Reece Glendinning 33’ Bates 69’ Waterworth |

| Arbitro: | Tobias Stieler |

|  |           |               |
|  | Marcatori | 90+5’ Valsvik |

| Arbitro: | Markus Hameter |

|                               |           |  |
| Anene 48’ Altiparmakovski 54’ | Marcatori |  |

| Arbitro: | Anatolii Zhabchenko |

|                              |           |           |
| Ostrowski 46’ Kiełb 56’, 90’ | Marcatori | 80’ Firer |

| Zlaté Moravce 9 luglio 2015, ore 20:05 CET | Spartak Trnava | 0 – 0 referto | Olimpik Sarajevo | Stadio FC ViOn\| Arbitro: \| Rob Rogers \| |
| Arbitro:                                   | Rob Rogers     |               |                  |                                            |

| Belgrado 9 luglio 2015, ore 20:30 CET | Čukarički    | 0 – 0 referto | Domžale | Stadio Čukarički\| Arbitro: \| Nikola Popov \| |
| Arbitro:                              | Nikola Popov |               |         |                                                |

| Arbitro: | Bojan Pandžić |

|                                         |           |             |
| Gera 4’ Böde 20’ Busai 45’ Haraszti 89’ | Marcatori | 90+3’ Türüc |

| Arbitro: | Domagoj Vučkov |

|                                                                                 |           |  |
| Gajos 3’ Swiderski 8’ Tuszyński 18’, 45+1’, 49’ (rig.) Frankowski 64’, 75’, 80’ | Marcatori |  |

| Arbitro: | Laurent Kopriwa |

|  |           |                          |
|  | Marcatori | 49’ Elmander 59’ Rashani |

| Arbitro: | István Kovács |

|                      |           |                      |
| Pučko 18’ Palčič 61’ | Marcatori | 51’, 76’ Kristinsson |

| Arbitro: | Kevin Clancy |

|               |           |                   |
| Vuković 90+1’ | Marcatori | 71’ A. Abdullayev |

| Arbitro: | Tore Hansen |

|                                             |           |             |
| Stanisavljević 14’ Mrdaković 40’ Ivanić 51’ | Marcatori | 3’ Střeštík |

| Aberdeen 9 luglio 2015, ore 20:45 CET | Aberdeen      | 0 – 0 referto | Škendija | Pittodrie Stadium\| Arbitro: \| Nikolaj Hänni \| |
| Arbitro:                              | Nikolaj Hänni |               |          |                                                  |

| Arbitro: | Sándor Szabó |

|             |           |                                                            |
| Hanssen 90’ | Marcatori | 30’, 90+3’ (rig.) Arshakyan 38’ Solomin 83’ (rig.) Byčanok |

| Arbitro: | Tomasz Musiał |

|  |           |                                    |
|  | Marcatori | 37’ Sorokins 59’ (rig.) Karašausks |

| Arbitro: | Fredy Fautrel |

|                          |           |               |
| O'Halloran 34’ McKay 87’ | Marcatori | 74’ Gyozalyan |

| Arbitro: | Mihaly Fabian |

|            |           |                    |
| Fidjeu 46’ | Marcatori | 7’ Oswell 85’ Owen |

| Arbitro: | Mervyn Smyth |

|                         |           |  |
| K. F. Finnbogason 90+1’ | Marcatori |  |

| Arbitro: | Aleksandrs Anufrijevs |

|                         |           |                |
| Pálmason 75’ Schoop 99’ | Marcatori | 13’ O'Sullivan |

| Arbitro: | Vasilis Dimitriou |

|                  |           |  |
| D. Sadiković 68’ | Marcatori |  |

#### Tabella riassuntiva
| Squadra 1           | Totale      | Squadra 2           | Andata | Ritorno     |
| ------------------- | ----------- | ------------------- | ------ | ----------- |
| Víkingur Reykjavik  | 2 - 3       | Koper               | 0 - 1  | 2 - 2       |
| Sheriff Tiraspol    | 0 - 3       | Odd                 | 0 - 3  | 0 - 0       |
| Kukësi              | 2 - 0       | Torpedo Zhodino     | 2 - 0  | 0 - 0       |
| Alaškert            | 2 - 2 (gfc) | St. Johnstone       | 1 - 0  | 1 - 2       |
| Jelgava             | 3 - 3 (gfc) | Liteks Loveč        | 1 - 1  | 2 - 2       |
| Newtown             | 4 - 2       | Valletta            | 2 - 1  | 2 - 1       |
| Dinamo Tbilisi      | 2 - 3       | Qəbələ              | 2 - 1  | 0 - 2       |
| Renova              | 1 - 5       | Dacia Chișinău      | 0 - 1  | 1 - 4       |
| Olimpik Sarajevo    | 1 - 1 (gfc) | Spartak Trnava      | 1 - 1  | 0 - 0       |
| West Ham            | 4 - 0       | Lusitanos           | 3 - 0  | 1 - 0       |
| Glenavon            | 1 - 5       | Shakhtyor Soligorsk | 1 - 2  | 0 - 3       |
| Differdange 03      | 4 - 3       | Bala Town           | 3 - 1  | 1 - 2       |
| Škendija            | 1 - 1 (gfc) | Aberdeen            | 1 - 1  | 0 - 0       |
| Víkingur Gøta       | 0 - 2       | Rosenborg           | 0 - 2  | 0 - 0       |
| SJK                 | 0 - 2       | FH Hafnafjordur     | 0 - 1  | 0 - 1       |
| Linfield            | 5 - 4       | NSÍ Runavík         | 2 - 0  | 3 - 4       |
| Brøndby             | 11 - 0      | Juvenes/Dogana      | 9 - 0  | 2 - 0       |
| MTK Budapest        | 1 - 3       | Vojvodina           | 0 - 0  | 1 - 3       |
| Skonto              | 4 - 1       | St Patrick's        | 2 - 1  | 2 - 0       |
| Lahti               | 2 - 7       | Elfsborg            | 2 - 2  | 0 - 5       |
| Atlantas            | 1 - 5       | Beroe               | 0 - 2  | 1 - 3       |
| Debrecen            | 3 - 2       | Sutjeska Nikšić     | 3 - 0  | 0 - 2       |
| Ordabası            | 1 - 2       | Beitar Gerusalemme  | 0 - 0  | 1 - 2       |
| Balzan              | 0 - 3       | Željezničar         | 0 - 2  | 0 - 1       |
| Kalev Sillamäe      | 3 - 7       | Hajduk Spalato      | 1 - 1  | 2 - 6       |
| Budućnost           | 1 - 3       | Spartaks            | 1 - 3  | 0 - 0       |
| Stella Rossa        | 1 - 4       | Qayrat              | 0 - 2  | 1 - 2       |
| Flora Tallinn       | 1 - 2       | Rabotnički          | 1 - 0  | 0 - 2       |
| Sant Julià          | 0 - 4       | Randers             | 0 - 1  | 0 - 3       |
| Saxan               | 0 - 4       | Apollōn Limassol    | 0 - 2  | 0 - 2       |
| Progrès Niedercorn  | 0 - 3       | Shamrock Rovers     | 0 - 0  | 0 - 3       |
| Aqtöbe              | 0 - 1       | Kalju Nõmme         | 0 - 1  | 0 - 0       |
| Dinamo Batumi       | 1 - 2       | Omonia              | 1 - 0  | 0 - 2       |
| Kruoja              | 0 - 9       | Jagiellonia         | 0 - 1  | 0 - 8       |
| Širak               | 3 - 2       | Zrinjski Mostar     | 2 - 0  | 1 - 2       |
| Cork City           | 2 - 3       | KR Reykjavik        | 1 - 1  | 1 - 2 (dts) |
| Go Ahead Eagles     | 2 - 5       | Ferencváros         | 1 - 1  | 1 - 4       |
| Trakai              | 7 - 1       | HB Tórshavn         | 3 - 0  | 4 - 1       |
| Laçi                | 1 - 1 (gfc) | Inter Baku          | 1 - 1  | 0 - 0       |
| VPS                 | 2 - 6       | AIK                 | 2 - 2  | 0 - 4       |
| UCD                 | 2 - 2 (gfc) | Dudelange           | 1 - 0  | 1 - 2       |
| Domžale             | 0 - 1       | Čukarički           | 0 - 1  | 0 - 0       |
| Glentoran           | 1 - 7       | Žilina              | 1 - 4  | 0 - 3       |
| Strømsgodset        | 4 - 1       | Partizani Tirana    | 3 - 1  | 1 - 0       |
| Neftçi Baku         | 3 - 3 (gfc) | Mladost Podgorica   | 2 - 2  | 1 - 1       |
| Celje               | 1 - 4       | Śląsk Wrocław       | 0 - 1  | 1 - 3       |
| La Fiorita          | 1 - 10      | Vaduz               | 0 - 5  | 1 - 5       |
| Birkirkara          | 3 - 1       | Ulisses             | 0 - 0  | 3 - 1       |
| Airbus UK Broughton | 3 - 5       | Lokomotiva Zagabria | 1 - 3  | 2 - 2       |
| Botoșani            | 4 - 2       | Tskhinvali          | 1 - 1  | 3 - 1       |
| Europa FC           | 0 - 9       | Slovan Bratislava   | 0 - 6  | 0 - 3       |

## Secondo turno

### Sorteggio
| Gruppo 1                                                          | Gruppo 1                                                                    | Gruppo 2                                                                    | Gruppo 2                                                        | Gruppo 3                                                          | Gruppo 3                                                                           |
| Teste di serie                                                    | Non teste di serie                                                          | Teste di serie                                                              | Non teste di serie                                              | Teste di serie                                                    | Non teste di serie                                                                 |
| ----------------------------------------------------------------- | --------------------------------------------------------------------------- | --------------------------------------------------------------------------- | --------------------------------------------------------------- | ----------------------------------------------------------------- | ---------------------------------------------------------------------------------- |
| PAOK Slovan Bratislava Mladost Podgorica Nõmme Kalju Ferencváros  | Željezničar Lokomotiva UCD Kukësi Vaduz                                     | Legia Varsavia Rosenborg AIK Žilina Brøndby                                 | KR Botoșani Beroe Stara Zagora Dacia Chișinău Shirak            | Odd Omonia Thun Qairat Vojvodina                                  | Alaškert Jagiellonia Białystok Shamrock Rovers Hapoel Be'er Sheva Spartaks Jūrmala |
| Gruppo 4                                                          | Gruppo 4                                                                    | Gruppo 5                                                                    | Gruppo 5                                                        | Gruppo 6                                                          | Gruppo 6                                                                           |
| Teste di serie                                                    | Non teste di serie                                                          | Teste di serie                                                              | Non teste di serie                                              | Teste di serie                                                    | Non teste di serie                                                                 |
| Trabzonspor Elfsborg Charleroi Shakhtyor Soligorsk Qabala Jelgava | Randers Wolfsberger AC Differdange 03 Rabotnički Beitar Jerusalem Čukarički | West Ham Rijeka Hajduk Spalato Apollōn Limassol Dinamo Minsk Mladá Boleslav | Strømsgodset Aberdeen Koper Trakai Birkirkara Cherno More Varna | Copenaghen Astra Giurgiu Śląsk Wrocław Debrecen Spartak Trnava FH | IFK Göteborg Inter Baku Linfield Newtown Skonto Inverness CT                       |

### Risultati

#### Andata
| Arbitro: | Sergei Ivanov |

|                                        |           |  |
| Islamkhan 14’ Gohou 55’ Despotović 69’ | Marcatori |  |

| Arbitro: | Tore Hansen |

|              |           |  |
| Kļuškins 87’ | Marcatori |  |

| Arbitro: | Barış Şimşek |

|              |           |                |
| Mihaliov 80’ | Marcatori | 53’, 59’ Jelić |

| Randers 16 luglio 2015, ore 18:00 CET | Randers       | 0 – 0 referto | Elfsborg | Randers Stadium\| Arbitro: \| Ali Palabıyık \| |
| Arbitro:                              | Ali Palabıyık |               |          |                                                |

| Arbitro: | Mads-Kristoffer Kristoffersen |

|                     |           |                         |
| Karašausks 27’, 47’ | Marcatori | 9’ Tisza 72’ Castillion |

| Arbitro: | Ilias Spathas |

|  |           |            |
|  | Marcatori | 62’ Ynclán |

| Arbitro: | Vladimir Vnuk |

|                        |           |  |
| Goitom 29’, 83’ (rig.) | Marcatori |  |

| Arbitro: | Nikola Dabanović |

|                                                       |           |  |
| Kolokoudias 21’, 64’ (rig.) Stojanović 52’ Farley 87’ | Marcatori |  |

| Arbitro: | Antonio Damato |

|  |           |                 |
|  | Marcatori | 85’ Albrechtsen |

| Arbitro: | Tobias Stieler |

|             |           |               |
| Coureur 11’ | Marcatori | 72’ Palicevič |

| Arbitro: | Bart Vertenten |

|           |           |                     |
| Hoban 26’ | Marcatori | 87’ (rig.) Frontino |

| Arbitro: | Bartosz Frankowski |

|                                  |           |                       |
| Halilović 7’ Rahmanović 17’, 41’ | Marcatori | 29’ Milović 90’ Nižić |

| Arbitro: | John Beaton |

|           |           |                     |
| Bartl 39’ | Marcatori | 44’ Sørum 85’ Jradi |

| Arbitro: | Lee Probert |

|                                                |           |           |
| Pollet 10’, 68’ Kebano 47’, 90+3’ Stevance 88’ | Marcatori | 35’ Gabay |

| Arbitro: | Kristo Tohver |

|  |           |           |
|  | Marcatori | 52’ Lakić |

| Arbitro: | Mete Kalkavan |

|                    |           |  |
| Verbič 3’ Kusk 74’ | Marcatori |  |

| Arbitro: | Petur Reinert |

|                                |           |           |
| Ciccone 20’ Neumayr 53’, 90+2’ | Marcatori | 86’ Wakui |

| Arbitro: | Yuriy Mozharovskyy |

|                              |           |           |
| Kolar 30’ Andrijašević 45+1’ | Marcatori | 90+2’ Mak |

| Arbitro: | Ivaylo Stoyanov |

|                  |           |  |
| Mehmet Ekici 44’ | Marcatori |  |

| Arbitro: | Mikhail Vilkov |

|                             |           |         |
| Sabo 16’ (rig.) Mikovič 35’ | Marcatori | 21’ Kee |

| Arbitro: | Lasha Silagava |

|            |           |  |
| Zreľák 84’ | Marcatori |  |

| Arbitro: | Radu Petrescu |

|                         |           |  |
| Stojiljković 53’ (rig.) | Marcatori |  |

| Arbitro: | Gunnar Jarl Jónsson |

|  |           |               |
|  | Marcatori | 90’ Beganović |

| Białystok 16 luglio 2015, ore 20:30 CET | Jagiellonia   | 0 – 0 referto | Omonia | Stadion Miejski\| Arbitro: \| Bojan Pandžić \| |
| Arbitro:                                | Bojan Pandžić |               |        |                                                |

| Breslavia 16 luglio 2015, ore 20:30 CET | Śląsk Breslavia   | 0 – 0 referto | IFK Göteborg | Stadion Miejski\| Arbitro: \| Jesús Gil Manzano \| |
| Arbitro:                                | Jesús Gil Manzano |               |              |                                                    |

| Arbitro: | Benoît Millot |

|                                                      |           |  |
| Stanisavljević 6’ Mrdaković 16’ Mickevičs 88’ (aut.) | Marcatori |  |

| Arbitro: | Ken Henry Johnsen |

|  |           |             |
|  | Marcatori | 24’ Budescu |

| Arbitro: | Markus Hameter |

|             |           |  |
| Tomkins 90’ | Marcatori |  |

| Arbitro: | Ante Vučemilović |

|          |           |  |
| Duda 78’ | Marcatori |  |

| Arbitro: | Amaury Delerue |

|  |           |                                      |
|  | Marcatori | 38’ Considine 52’ Pawlett 75’ McLean |

| Arbitro: | Alain Bieri |

|  |           |                        |
|  | Marcatori | 53’ (rig.), 67’ Occean |

| Arbitro: | Michael Lerjéus |

|                     |           |                                           |
| Guðnason 39’ (rig.) | Marcatori | 54’ (rig.) Kvekveskiri 61’ Dhiego Martins |

| Arbitro: | Ádám Farkas |

|  |           |                    |
|  | Marcatori | 55’ (rig.) Helland |

#### Ritorno
| Arbitro: | Andreas Pappas |

|               |           |  |
| Lundevall 94’ | Marcatori |  |

| Arbitro: | Sándor Szabó |

|  |           |                         |
|  | Marcatori | 14’ Goitom 25’ Ishizaki |

| Arbitro: | João Capela |

|                           |           |             |
| Arakelyan 28’ Héber 90+4’ | Marcatori | 45+3’ Gohou |

| Arbitro: | Vitali Meshkov |

|                                                                                                   |           |                         |
| Tisza 7’, 45+2’ Balogh 12’ Sidibé 29’, 31’ Brković 51’ Szakály 54’ (rig.) Bódi 58’ Castillion 70’ | Marcatori | 59’ Gutkovskis 65’ Rode |

| Arbitro: | Anatolii Zhabchenko |

|                                             |           |  |
| Korytko 41’ Adamović 58’ Bećiraj 86’, 90+2’ | Marcatori |  |

| Arbitro: | Yaroslav Kozyk |

|                              |           |                                        |
| Hüseynov 45+1’ R. Aliyev 91’ | Marcatori | 47’ Valdimarsson 52’ K. F. Finnbogason |

| Arbitro: | Raymond Crangle |

|  |           |                         |
|  | Marcatori | 59’ Caballero 74’ Aliji |

| Arbitro: | Danilo Grujić |

|             |           |  |
| Sheridan 8’ | Marcatori |  |

| Arbitro: | Radek Příhoda |

|                 |           |  |
| Zenjov 39’, 53’ | Marcatori |  |

| Arbitro: | Richard Liesveld |

|                |           |               |
| Vivacqua 90+3’ | Marcatori | 86’ Š. Kordić |

| Arbitro: | Orel Grinfeld |

|                        |           |  |
| Kokot 23’ Đelmić 90+1’ | Marcatori |  |

| Arbitro: | Stephan Klossner |

|            |           |                                                   |
| Atzily 16’ | Marcatori | 43’ Kebano 53’ Saglik 76’ Ndongala 90+2’ Stevance |

| Arbitro: | Alexandre Boucaut |

|  |           |                                              |
|  | Marcatori | 7’ Guilherme 38’ (rig.) Nikolić 84’ Prijovic |

| Brøndby 23 luglio 2015, ore 19:00 CET | Brøndby           | 0 – 0 referto | Beroe | Brøndby Stadion\| Arbitro: \| Nicolas Rainville \| |
| Arbitro:                              | Nicolas Rainville |               |       |                                                    |

| Arbitro: | Marco Borg |

|              |           |                                      |
| Er Rafik 81’ | Marcatori | 19’ Salih Dursun 90+3’ Soner Aydoğdu |

| Arbitro: | Serdar Gözübüyük |

|                       |           |  |
| Engvall 55’ Boman 59’ | Marcatori |  |

| Arbitro: | Marco Fritz |

|                                             |           |              |
| Kiš 2’ Jefferson 40’ Caktaš 62’ Maglica 69’ | Marcatori | 45+2’ Palčič |

| Arbitro: | Marius Avram |

|                         |           |                |
| Halvorsen 72’ Hagen 86’ | Marcatori | 90’ G. Brennan |

| Arbitro: | Carlos Xistra |

|                                                                     |           |  |
| Lucas 3’ Mak 7’, 84’ Pelkas 14’ Kitsiou 34’ Andrijašević 59’ (aut.) | Marcatori |  |

| Arbitro: | Athenasios Giachos |

|                                     |           |  |
| Midtsjø 4’ Helland 7’ Søderlund 18’ | Marcatori |  |

| Arbitro: | Aleksei Nikolaev |

|  |           |            |
|  | Marcatori | 31’ Čermák |

| Vilnius 23 luglio 2015, ore 19:00 CET | Trakai         | 0 – 0 referto | Apollōn Limassol | LFF Stadium\| Arbitro: \| Padraig Sutton \| |
| Arbitro:                              | Padraig Sutton |               |                  |                                             |

| Arbitro: | Ognjen Valjić |

|          |           |                                                    |
| Swan 57’ | Marcatori | 41’, 90+1’, 90+3’ Vittek 49’ Milinković 81’ Saláta |

| Arbitro: | Craig Pawson |

|                          |           |        |
| Nelson Ferreira 40’, 72’ | Marcatori | 6’ Ogu |

| Arbitro: | Sandro Schärer |

|                                          |           |                      |
| Vavro 15’ Káčer 50’ Škvarka 62’ Paur 85’ | Marcatori | 64’ Cociuc 87’ Leucă |

| Arbitro: | Stanislav Todorov |

|             |           |                                         |
| Goodwin 70’ | Marcatori | 28’, 51’ Pourié 40’ (rig.) N. Jørgensen |

| Giurgiu 23 luglio 2015, ore 20:00 CET | Astra Giurgiu | 0 – 0 referto | Inverness | Stadio Marin Anastasovici\| Arbitro: \| Artëm Kučin \| |
| Arbitro:                              | Artëm Kučin   |               |           |                                                        |

| Arbitro: | István Kovács |

|                        |           |  |
| Ilijoski 6’ Sahiti 17’ | Marcatori |  |

| Arbitro: | Michael Tykgaard |

|                            |           |                                                    |
| Šćepanović 62’ Adžović 87’ | Marcatori | 13’ Felipe Moreira 19’, 72’ Pejić 32’ Erick Flores |

| Arbitro: | Dimitar Meckarovski |

|                             |           |  |
| Sollbauer 19’ Hellquist 90’ | Marcatori |  |

| Arbitro: | Marco Guida |

|                      |           |                        |
| McGinn 64’ Hayes 72’ | Marcatori | 58’ Tomasov 63’ Kvržić |

| Arbitro: | Enea Jorgji |

|                           |                      |                                      |
| Miccoli 15’               | Marcatori            |                                      |
| Fenech Plut Vukanac Agius | Tiri di rigore 3 – 5 | Noble Zárate Cresswell O'Brien Poyet |

| Arbitro: | Laurent Kopriwa |

|           |           |                          |
| Lowry 34’ | Marcatori | 54’, 84’ Sabo 60’ Vojtuš |

#### Tabella riassuntiva
| Squadra 1           | Totale            | Squadra 2          | Andata | Ritorno     |
| ------------------- | ----------------- | ------------------ | ------ | ----------- |
| Kukësi              | 4 - 3             | Mladost Podgorica  | 0 - 1  | 4 - 2       |
| Lokomotiva Zagabria | 2 - 7             | PAOK               | 2 - 1  | 0 - 6       |
| SVNvan Bratislava   | 6 - 1             | UCD                | 1 - 0  | 5 - 1       |
| Ferencváros         | 0 - 3             | Željezničar        | 0 - 1  | 0 - 2       |
| Vaduz               | 5 - 1             | Kalju Nõmme        | 3 - 1  | 2 - 0       |
| Beroe               | 0 - 1             | Brøndby            | 0 - 1  | 0 - 0       |
| KR Reykjavik        | 0 - 4             | Rosenborg          | 0 - 1  | 0 - 3       |
| AIK                 | 4 - 0             | Širak              | 2 - 0  | 2 - 0       |
| Legia Varsavia      | 4 - 0             | Botoșani           | 1 - 0  | 3 - 0       |
| Dacia Chișinău      | 3 - 6             | Žilina             | 1 - 2  | 2 - 4       |
| Shamrock Rovers     | 1 - 4             | Odd                | 0 - 2  | 1 - 2       |
| Hapoel Be'er Sheva  | 2 - 3             | Thun               | 1 - 1  | 1 - 2       |
| Qayrat              | 4 - 2             | Alaškert           | 3 - 0  | 1 - 2       |
| Vojvodina           | 4 - 1             | Spartaks           | 3 - 0  | 1 - 1       |
| Jagiellonia         | 0 - 1             | Omonia             | 0 - 0  | 0 - 1       |
| Jelgava             | 1 - 2             | Rabotnički         | 1 - 0  | 0 - 2       |
| Čukarički           | 1 - 2             | Qəbələ             | 1 - 0  | 0 - 2       |
| Shakhtyor Soligorsk | 0 - 3             | Wolfsberger        | 0 - 1  | 0 - 2       |
| Trabzonspor         | 3 - 1             | Differdange 03     | 1 - 0  | 2 - 1       |
| Charleroi           | 9 - 2             | Beitar Gerusalemme | 5 - 1  | 4 - 1       |
| Randers             | 0 - 1             | Elfsborg           | 0 - 0  | 0 - 1 (dts) |
| Mladá Boleslav      | 2 - 2 (gfc)       | Strømsgodset       | 1 - 2  | 1 - 0       |
| Černo More Varna    | 1 - 5             | Dinamo Minsk       | 1 - 1  | 0 - 4       |
| Rijeka              | 2 - 5             | Aberdeen           | 0 - 3  | 2 - 2       |
| West Ham            | 1 - 1 (5 - 3 dcr) | Birkirkara         | 1 - 0  | 0 - 1 (dts) |
| Apollōn Limassol    | 4 - 0             | Trakai             | 4 - 0  | 0 - 0       |
| Koper               | 4 - 6             | Hajduk Spalato     | 3 - 2  | 1 - 4       |
| FH Hafnafjordur     | 3 - 4             | Inter Baku         | 1 - 2  | 2 - 2 (dts) |
| Inverness           | 0 - 1             | Astra Giurgiu      | 0 - 1  | 0 - 0       |
| Spartak Trnava      | 5 - 2             | Linfield           | 2 - 1  | 3 - 1       |
| Copenaghen          | 5 - 1             | Newtown            | 2 - 0  | 3 - 1       |
| Śląsk Wrocław       | 0 - 2             | IFK Göteborg       | 0 - 0  | 0 - 2       |
| Skonto              | 4 - 11            | Debrecen           | 2 - 2  | 2 - 9       |

## Terzo turno

### Sorteggio
| Gruppo 1                                                                            | Gruppo 1                                                         | Gruppo 2                                                               | Gruppo 2                                                            | Gruppo 3                                                         | Gruppo 3                                          |
| Teste di serie                                                                      | Non teste di serie                                               | Teste di serie                                                         | Non teste di serie                                                  | Teste di serie                                                   | Non teste di serie                                |
| ----------------------------------------------------------------------------------- | ---------------------------------------------------------------- | ---------------------------------------------------------------------- | ------------------------------------------------------------------- | ---------------------------------------------------------------- | ------------------------------------------------- |
| Bordeaux AZ Alkmaar Zurigo Vorskla Aberdeen                                         | Dinamo Minsk Žilina AEK Larnaca Istanbul Başakşehir Qairat       | Copenaghen Saint-Étienne PAOK Belenenses Thun Rosenborg                | Göteborg Jablonec Debrecen Spartak Trnava Vaduz Târgu Mureș         | Rubin Kazan' Legia Varsavia Sampdoria Southampton Elfsborg Zorja | Vitesse Sturm Graz Charleroi Vojvodina Odd Kukësi |
| Gruppo 4                                                                            | Gruppo 4                                                         | Gruppo 5                                                               | Gruppo 5                                                            |                                                                  |                                                   |
| Teste di serie                                                                      | Non teste di serie                                               | Teste di serie                                                         | Non teste di serie                                                  |                                                                  |                                                   |
| Atromitos Apollōn Limassol SVNvan Liberec West Ham Standard Liegi Borussia Dortmund | Astra Giurgiu AIK Wolfsberger Ironi K. Shmona Željezničar Qabala | Vitória SC Trabzonspor Athletic Bilbao Krasnodar Hajduk Spalato Omonia | Slovan Bratislava Altach Brøndby Inter Baku Strømsgodset Rabotnički |                                                                  |                                                   |

### Risultati

#### Andata
| Arbitro: | Mattias Gestranius |

|  |           |            |
|  | Marcatori | 51’ Verbič |

| Arbitro: | Tamás Bognár |

|                         |           |            |
| Bakaev 13’ Islamhan 22’ | Marcatori | 69’ McLean |

| Arbitro: | Ognjen Valjić |

|                           |           |                   |
| Prodell 43’ Lundevall 76’ | Marcatori | 21’ (rig.) Occéan |

| Arbitro: | Svein-Erik Edvartsen |

|           |           |  |
| Lucas 82’ | Marcatori |  |

| Arbitro: | Daniel Stefański |

|                           |           |                                                    |
| Avdijaj 21’ Piesinger 56’ | Marcatori | 14’ Kanunnikov 25’ (rig.) Karadeniz 61’ Portnjagin |

| Arbitro: | Simon Lee Evans |

|                       |           |          |
| Delarge 43’ Shala 84’ | Marcatori | 90’ Abed |

| Arbitro: | Serhij Bojko |

|                 |           |                       |
| Kolokoudias 14’ | Marcatori | 90+5’ (rig.) Hüseynov |

| Arbitro: | Christian Dingert |

|                   |           |                                                |
| Goitom 70’ (rig.) | Marcatori | 3’ Napoleoni 15’ Marcelinho 80’ (rig.) Umbides |

| Arbitro: | Aleksei Eskov |

|                                   |           |          |
| Ngwat-Mahop 24’ Aigner 50’ (rig.) | Marcatori | 71’ Tozé |

| Arbitro: | Halis Özkahya |

|                                 |           |  |
| Granqvist 45’ Mamaev 59’ (rig.) | Marcatori |  |

| Arbitro: | Tom Harald Hagen |

|  |           |                    |
|  | Marcatori | 63’ (rig.) Bećiraj |

| Arbitro: | Marijo Strahonja |

|                    |           |  |
| Jelić 26’ Paur 73’ | Marcatori |  |

| Arbitro: | Kevin Clancy |

|                                       |           |  |
| van der Linden 17’ (rig.) Janssen 63’ | Marcatori |  |

| Thun 30 luglio 2015, ore 19:30 CET | Thun         | 0 – 0 referto | Vaduz | Arena Thun\| Arbitro: \| Jakob Kehlet \| |
| Arbitro:                           | Jakob Kehlet |               |       |                                          |

| Arbitro: | Pol van Boekel |

|  |           |                               |
|  | Marcatori | 24’ Diomandé 75’, 83’ Hamouma |

| Arbitro: | Neil Doyle |

|                     |           |                                |
| Balogh 33’ Bódi 90’ | Marcatori | 52’, 87’ Mikkelsen 58’ Helland |

| Arbitro: | Stephan Klossner |

|                    |           |                            |
| Felipe Moreira 49’ | Marcatori | 29’ Nikolić 51’ Rzeźniczak |

| Arbitro: | Paweł Gil |

|              |           |  |
| Ilijoski 23’ | Marcatori |  |

| Brøndby 30 luglio 2015, ore 20:00 CET | Brøndby       | 0 – 0 referto | Omonia | Brøndby Stadion\| Arbitro: \| Libor Kovařík \| |
| Arbitro:                              | Libor Kovařík |               |        |                                                |

| Arbitro: | Pavle Radovanović |

|                                                      |           |  |
| Biyogo Poko 53’ Diabaté 74’ (rig.) Maurice-Belay 80’ | Marcatori |  |

| Arbitro: | Radu Petrescu |

|  |           |                       |
|  | Marcatori | 70’, 89’ Malinovs'kyj |

| Arbitro: | Arnold Hunter |

|                                  |           |            |
| Kosorić aut.’ (16) Knockaert 28’ | Marcatori | 64’ Đelmić |

| Arbitro: | Adrien Jaccottet |

|                         |           |                                |
| Valencia 23’ Zarate 51’ | Marcatori | 71’ Boldrin 82’ (aut.) Ogbonna |

| Arbitro: | Stavros Tritsonis |

|                |           |  |
| Eraso 12’, 49’ | Marcatori |  |

| Arbitro: | Vlado Glođović |

|                         |           |              |
| Carlos Martins 23’, 41’ | Marcatori | 58’ Aleesami |

| Arbitro: | Andreas Ekberg |

|  |           |                                                  |
|  | Marcatori | 4’ Ivanić 49’ Stanisavljević 58’, 90+1’ Ožegović |

| Arbitro: | Kristo Tohver |

|                     |           |  |
| Balić 67’ Kiš 90+3’ | Marcatori |  |

| Arbitro: | Jesús Gil Manzano |

|                                       |           |  |
| Pellè 36’ Tadić 45+1’ (rig.) Long 84’ | Marcatori |  |

| Arbitro: | Davide Massa |

|  |           |                |
|  | Marcatori | 14’ J. Hofmann |

#### Ritorno
| Arbitro: | Liran Liany |

|             |           |           |
| Kuz'min 85’ | Marcatori | 68’ Tadić |

| Arbitro: | Duarte Gomes |

|                     |           |  |
| Hüseynov 80’ (rig.) | Marcatori |  |

| Baku 6 agosto 2015, ore 18:00 CET | İnter Baku       | 0 – 0 referto | Athletic Bilbao | Stadio Shafa\| Arbitro: \| Serdar Gözübüyük \| |
| Arbitro:                          | Serdar Gözübüyük |               |                 |                                                |

| Arbitro: | Harald Lechner |

|                                   |           |               |
| Sheridan 16’ (rig.), 45+5’ (rig.) | Marcatori | 2’, 39’ Pukki |

| Arbitro: | Steven McLean |

|             |           |               |
| Yokuşlu 55’ | Marcatori | 112’ Markoski |

| Arbitro: | Sergei Ivanov |

|                         |           |  |
| Occean 27’ Akabueze 71’ | Marcatori |  |

| Arbitro: | Gediminas Mažeika |

|  |           |                                 |
|  | Marcatori | 33’ Pavelka 44’ Šural 52’ Bakoš |

| Göteborg 6 agosto 2015, ore 19:00 CET | IFK Göteborg    | 0 – 0 referto | Belenenses | Ullevi\| Arbitro: \| Jonathan Lardot \| |
| Arbitro:                              | Jonathan Lardot |               |            |                                         |

| Arbitro: | Oliver Drachta |

|  |           |                        |
|  | Marcatori | 55’ Caktaš 77’ Ohandza |

| Arbitro: | Clayton Pisani |

|                                           |           |                |
| Søderlund 27’ Jensen 40’ Vilhjálmsson 86’ | Marcatori | 43’ Castillion |

| Arbitro: | Aliyar Aghayev |

|                                              |           |                |
| Šynder 67’ Tkačuk 90+1’ Tursunov 101’ (rig.) | Marcatori | 120+1’ Willian |

| Arbitro: | Carlos Gómez |

|          |           |                               |
| Doka 45’ | Marcatori | 21’ Henriksen 75’ van Overeem |

| Arbitro: | Marcin Borski |

|              |           |             |
| Bećiraj 118’ | Marcatori | 4’ Chermiti |

| Arbitro: | Tobias Stieler |

|  |           |                  |
|  | Marcatori | 29’ Kiese Thelin |

| Arbitro: | István Kovács |

|                            |           |                     |
| Costanzo 32’ Neumayr 45+1’ | Marcatori | 38’ Rojas 65’ Buess |

| Arbitro: | Leontios Trattou |

|                                |           |                                    |
| N. Jørgensen 72’ Santander 88’ | Marcatori | 14’ Wágner 53’ Greguš 83’ Pospíšil |

| Arbitro: | Craig Pawson |

|                     |           |                        |
| González 72’ (aut.) | Marcatori | 39’ Pedro 62’ González |

| Arbitro: | Andris Treimanis |

|                                               |           |  |
| Ljubenović 58’, 68’ (rig.) Malinovs'kyj 90+3’ | Marcatori |  |

| Arbitro: | Ilias Spathas |

|  |           |                   |
|  | Marcatori | 4’ Pellè 89’ Mané |

| Arbitro: | Artëm Kučin |

|                |           |  |
| Marcelinho 67’ | Marcatori |  |

| Arbitro: | Georgi Kabakov |

|  |           |               |
|  | Marcatori | 68’ Van Damme |

| Arbitro: | Paolo Valeri |

|                  |           |            |
| Budescu 32’, 36’ | Marcatori | 4’ Lanzini |

| Arbitro: | Tobias Welz |

|                 |           |                    |
| Sabo 35’ (rig.) | Marcatori | 48’ Konstantinidis |

| Arbitro: | Sébastien Delferière |

|                      |           |                                           |
| Vittek 54’, 60’, 77’ | Marcatori | 8’ (rig.), 11’ Mamaev 90+3’ (rig.) Smolov |

| Arbitro: | Marius Avram |

|                                                  |           |  |
| Reus 48’ Aubameyang 64’ Mkhitaryan 73’, 82’, 86’ | Marcatori |  |

| Arbitro: | Miroslav Zelinka |

|            |           |           |
| McLean 84’ | Marcatori | 59’ Gohou |

| Arbitro: | Paweł Raczkowski |

|  |           |                     |
|  | Marcatori | 15’ Éder 70’ Muriel |

| Arbitro: | Tony Chapron |

|                |           |  |
| Kucharczyk 47’ | Marcatori |  |

| Arbitro: | Antony Gautier |

|            |           |                                                                 |
| Tomané 67’ | Marcatori | 31’ Netzer 59’ (aut.) Pedro Correia 63’ Prokopič 90+3’ Lienhart |

#### Tabella riassuntiva
| Squadra 1        | Totale      | Squadra 2           | Andata         | Ritorno     |
| ---------------- | ----------- | ------------------- | -------------- | ----------- |
| Zurigo           | 1 - 2       | Dinamo Minsk        | 0 - 1          | 1 - 1 (dts) |
| Qayrat           | 3 - 2       | Aberdeen            | 2 - 1          | 1 - 1       |
| Žilina           | 3 - 3 (gfc) | Vorksla             | 2 - 0          | 1 - 3 (dts) |
| AZ Alkmaar       | 4 - 1       | İstanbul Başakşehir | 2 - 0          | 2 - 1       |
| Bordeaux         | 4 - 0       | AEK Larnaca         | 3 - 0          | 1 - 0       |
| PAOK             | 2 - 1       | Spartak Trnava      | 1 - 0          | 1 - 1       |
| Târgu Mureș      | 2 - 4       | Saint-Étienne       | 0 - 3          | 2 - 1       |
| Debrecen         | 3 - 6       | Rosenborg           | 2 - 3          | 1 - 3       |
| Jablonec         | 3 - 3 (gfc) | Copenaghen          | 0 - 1          | 3 - 2       |
| Thun             | 2 - 2 (gfc) | Vaduz               | 0 - 0          | 2 - 2       |
| Belenenses       | 2 - 1       | IFK Göteborg        | 2 - 1          | 0 - 0       |
| Sampdoria        | 2 - 4       | Vojvodina           | 0 - 4          | 2 - 0       |
| Kukësi           | 0 - 4       | Legia Varsavia      | 0 - 3 (a tav.) | 0 - 1       |
| Charleroi        | 0 - 5       | Zorja               | 0 - 2          | 0 - 3       |
| Sturm Graz       | 3 - 4       | Rubin Kazan'        | 2 - 3          | 1 - 1       |
| Elfsborg         | 2 - 3       | Odd                 | 2 - 1          | 0 - 2       |
| Southampton      | 5 - 0       | Vitesse             | 3 - 0          | 2 - 0       |
| SVNvan Liberec   | 5 - 1       | Ironi K. Shmona     | 2 - 1          | 3 - 0       |
| Apollōn Limassol | 1 - 2       | Qəbələ              | 1 - 1          | 0 - 1       |
| Wolfsberger      | 0 - 6       | Borussia Dortmund   | 0 - 1          | 0 - 5       |
| AIK              | 1 - 4       | Atromitos           | 1 - 3          | 0 - 1       |
| Standard Liegi   | 3 - 1       | Željezničar         | 2 - 1          | 1 - 0       |
| West Ham         | 3 - 4       | Astra Giurgiu       | 2 - 2          | 1 - 2       |
| Athletic Bilbao  | 2 - 0       | Inter Baku          | 2 - 0          | 0 - 0       |
| Rabotnički       | 2 - 1       | Trabzonspor         | 1 - 0          | 1 - 1 (dts) |
| Brøndby          | 2 - 2 (gfc) | Omonia              | 0 - 0          | 2 - 2       |
| Altach           | 6 - 2       | Vitória Guimarães   | 2 - 1          | 4 - 1       |
| Hajduk Spalato   | 4 - 0       | Strømsgodset        | 2 - 0          | 2 - 0       |
| Krasnodar        | 5 - 3       | Slovan Bratislava   | 2 - 0          | 3 - 3       |

## Classifica marcatori
| Gol |  | Minuti giocati | Giocatore           | Squadra           |
| --- |  | -------------- | ------------------- | ----------------- |
| 7   |  | 391'           | Róbert Vittek       | Slovan Bratislava |
| 7   |  | 558'           | Matej Jelić         | Žilina            |
| 6   |  | 470'           | Henok Goitom        | AIK               |
| 4   |  | 324'           | Artūrs Karašausks   | Skonto            |
| 4   |  | 339'           | Spas Delev          | Beroe             |
| 4   |  | 368'           | Alexander Søderlund | Rosenborg         |
| 4   |  | 390'           | Fatos Bećiraj       | Dinamo Minsk      |
| 4   |  | 431'           | Gerard Gohou        | Qaýrat            |
| 4   |  | 454'           | Olivier Occéan      | Odd               |
| 4   |  | 533'           | Mijo Caktaš         | Hajduk Spalato    |
| 4   |  | 540'           | Erik Sabo           | Spartak Trnava    |